# From Hell to the Unknown...
From Hell to the Unknown... è un'antologia su due dischi della band heavy metal britannica Venom, pubblicata nel 1985 in Gran Bretagna su etichetta Raw Power.

## Tracce

### Disco 1
Lato A
1. Sons of Satan - 3:38
2. Welcome to Hell - 3:15
3. Schizoid - 3:34
4. Mayhem with Mercy - 0:58
5. Poison - 4:33
6. Live Like an Angel [Die Like a Devil] - 3:59

Lato B
1. Witching Hour - 3:40
2. One Thousand Days in Sodom - 4:36
3. Angel Dust - 2:43
4. In League with Satan - 3:35
5. Red Light Fever - 5:14

### Disco 2
Lato C
1. Bursting Out
2. At War with Satan (Intro)
3. Die Hard (Live Version)
4. Manitou
5. Senile Decay
6. Black Metal

Lato D
1. Possessed
2. Seven Gates of Hell (Live Version)
3. Buried Alive
4. Too Loud for the Crowd
5. Radio Interview